# سونیتا ویلیامز
سونیتا ویلیامز (به انگلیسی: Sunita Williams) متولد ۱۹۶۵ اوهایو، فضانورد سابق آمریکایی و افسر نیروی دریایی ایالات متحده آمریکا است. وی کارشناسی ارشد مؤسسه فناوری فلوریدا در رشته مدیریت مهندسی است. او دارای رکورد طولانی‌ترین پرواز فضایی توسط یک زن (۱۹۵ روز) و بیشترین راهپیمایی فضایی توسط یک زن (هفت بار) و بیشترین مدت زمان راهپیمایی فضایی برای یک زن (پنجاه ساعت و ۴۰ دقیقه) است. ویلیامز به عنوان یکی از اعضای پروژه‌های Expedition 15 و Expedition 14 به ایستگاه فضایی بین‌المللی رفت. در سال ۲۰۱۲، او در مأموریت Expedition 32 به عنوان مهندس پرواز و در مأموریت Expedition 3 به عنوان فرمانده خدمت کرد. او با Michael J. Williams یک افسر پلیس در اورگان ازدواج کرده‌است. آن دو برای مدتی بیش از ۲۰ سال است که ازدواج کرده‌اند و هر دو در اولین روزهای کاری خود با هلیکوپتر پرواز می‌کردند. او یک Jack Russell Terrier به عنوان حیوان خانگی نگهداری می‌کند که Gorby نام دارد که در ۱۲ نوامبر ۲۰۱۰ با او در برنامه تلویزیونی Dog Whisperer در شبکه National Geographic شرکت کرد. از جمله علاقه‌مندی‌های تفریحی ایشان می‌توان به دو، شنا، دوچرخه‌سواری، ورزش سه‌گانه، باد سواری، اسنوبورد سواری و شکار حیوانات با تیر و کمان اشاره کرد. او بسیار به تیم Boston Red Sox علاقه‌مند است.
ویلیامز تاکنون در چهار مأموریت فضایی شرکت کرده‌است.

## حادثه بوئینگ استارلاینر و بازگشت به زمین
در سال ۲۰۲۴ سونیتا ویلیامز در آزمایش پرواز خدمه بوئینگ، اولین مأموریت خدمه بوئینگ استارلاینر به ایستگاه فضایی بین‌المللی بازگشت، این مأموریت قرار بود یک آزمایش پرواز خدمه هشت روزه باشد، اما به دلیل مشکلات فنی مانند نشت هلیوم و نقص در سیستم پیشرانه، بازگشت او به زمین تا ۱۸ مارس ۲۰۲۵ به تعویق افتاد. سونیتا ویلیامز و بوچ ویلمور تقریباً ۹ ماه در ایستگاه فضایی بین‌المللی سرگردان بودند. او با سایر خدمه Crew-9 پس از یک مأموریت نه ماهه در ایستگاه فضایی بین‌المللی به زمین بازگشت و در ۱۸ مارس ۲۰۲۵ در ساحل تالاهاسی واقع در سواحل فلوریدا در خلیج مکزیک فرود آمد.